# 酒窖
酒窖是存放瓶裝或桶裝葡萄酒的儲藏室，而較不常見的容箱、双耳瓶或塑料容器亦包括在內。在正在使用的酒窖內，控制系統會維持溫度和濕度等重要環境因素於指定條件，令酒窖不受外間環境氣候影響。位處地上的酒窖通常被稱為酒室，而少於500瓶酒的小型酒窖有時或會被稱為酒櫃。酒窖的歷史可以追溯至3,700年前。